# Blepharoneuron shepherdii
Blepharoneuron shepherdii là một loài thực vật có hoa trong họ Hòa thảo. Loài này được (Vasey) P.M.Peterson & Annable mô tả khoa học đầu tiên năm 1990.